# Andrea Micheletti
Andrea Micheletti (Gallarate, 22 de junio de 1991) es un deportista italiano que compitió en remo.
Ganó una medalla de plata en el Campeonato Mundial de Remo de 2018 y una medalla de oro en el Campeonato Europeo de Remo de 2018. Participó en los Juegos Olímpicos de Río de Janeiro 2016, ocupando el octavo lugar en la prueba de doble scull ligero.

## Palmarés internacional
| Campeonato Mundial | Campeonato Mundial    | Campeonato Mundial | Campeonato Mundial  |
| Año                | Lugar                 | Medalla            | Prueba              |
| ------------------ | --------------------- | ------------------ | ------------------- |
| 2018               | Plovdiv (Bulgaria)    | Medalla de plata   | Cuatro scull ligero |
| Campeonato Europeo |                       |                    |                     |
| Año                | Lugar                 | Medalla            | Prueba              |
| 2018               | Glasgow (Reino Unido) | Medalla de oro     | Cuatro scull ligero |